# Contenuto statistico
Il contenuto statistico è il prodotto della rilevazione e dello studio dei microdati e dei macrodati o in generale del processo statistico. 

## Definizione
Elementi fondamentali del processo statistico sono:
- riconoscimento dei momenti fondamentali di produzione dei dati statistici;
- scelta e definizione delle unità statistiche;
- definizione del collettivo statistico;
- definizione in termini operativi dei caratteri statistici;
- scelta del piano di rilevazione statistica;
- predisposizione del piano di elaborazione statistica;
- costruzione delle  tabelle e dei grafici stratistici;
- definizione di una serie di elementi di tipo organizzativo, quali gli aspetti che influiscono sulla qualità dei dati, l'uso critico delle fonti, gli eventuali problemi nella formazione dei dati.